# Похоронна процесія троянд
«Похоронна процесія троянд» Bara no Sōretsu (яп. 薔薇の葬列) — японський фільм-драма 1969 року, поставлений режисером Тошіо Мацумотою. Стрічка є вільною адаптацією «Царя Едіпа» Софокла на матеріалі андеґраундної гомосексуальної субкультури Токіо 1960-х років. Як одна з важливих робіт японської нової хвилі в кіно, «Похоронна процесія троянд» поєднує в собі елементи артхаусу, документального та експериментального кіно.
Фільм був одним з улюблених фільмів Стенлі Кубрика, з якого він черпав чимало ідей для зйомок свого «Механічного апельсину».
У березні 2016 року фільм увійшов до рейтингу 30-ти найвидатніших ЛГБТ-фільмів усіх часів, складеному Британським кіноінститутом (BFI) за результатами опитування понад 100 кіноекспертів, проведеного до 30-річного ювілею Лондонського ЛГБТ-кінофестивалю BFI Flare.

## Сюжет
В центрі сюжету стрічки — любовний трикутник в одному з гей-клубів Токіо. Трансвестит Едді, зірка клубу, знімається в порнофільмах знайомого режисера, вживає наркотики і намагається знайти кохання. Він прагне добитися любові одного з менеджерів клубу і наркодилера Гонда, конкуруючи в цьому з іншим трансвеститом — Ледою. Гонда боїться Леду, бо той може здати його поліції, якщо він не відповість взаємністю на його/її домагання. Коли Леда здійснює самогубство, Едді і Гонда можуть відчувати себе вільно у своїх гомоеротичних потягах один до одного. Але коли Гонда з'ясовує, що він є батьком Едді, він вбиває себе ножем. Збожеволілий Едді згодом використовує той самий ніж, щоб вирізати свої власні очі.

## У ролях
| Пітер             | ···· | Едді       |
| Осаму Огасавара   | ···· | Леда       |
| Йосіо Цутія       | ···· | Гонда      |
| Тойосабуро Учіяма | ···· | Гуєвера    |
| Дон Мадрид        | ···· | Тоні       |
| Єміко Азума       | ···· | матір Едді |
| Койті Накамура    | ···· | Жужу       |
| Тіеко Кобаясі     | ···· | Океі       |